# Diecezja Bangassou
Diecezja Bangassou (łac. Diœcesis Bangassuensis) – diecezja rzymskokatolicka w Republice Środkowoafrykańskiej. Powstała w 1954 roku jako wikariat apostolski. Ustanowiona diecezją 10 lutego 1964 roku.

## Główne świątynie
- Katedra: Katedra św. Piotra Klawera w Bangassou

## Biskupi diecezjalni
Prefekci apostolscy
- o. Martin Bodewes CSSp. (1955–1964)

Biskupi diecezjalni
- bp Antoine Marie Maanicus CSSp. (1964–2000)
- bp Juan-José Aguirre Muñoz MCCI (od 2000)

Biskupi pomocniczy
- bp Aurelio Gazzera OCD (koadiutor) (od 2024)